# Nanorana ventripunctata
Nanorana ventripunctata là một loài ếch thuộc họ Ranidae.
Đây là loài đặc hữu của Trung Quốc.
Môi trường sống tự nhiên của chúng là đồng cỏ nhiệt đới hoặc cận nhiệt đới vùng đất cao, sông ngòi, đầm nước, đầm nước ngọt, đầm nước ngọt có nước theo mùa, ao, ao nuôi trồng thủy sản, và đất nông nghiệp có lụt theo mùa.